# Rhamphomyia albopilosa
Rhamphomyia albopilosa är en tvåvingeart som beskrevs av Daniel William Coquillett 1900. Rhamphomyia albopilosa ingår i släktet Rhamphomyia och familjen dansflugor. Inga underarter finns listade i Catalogue of Life.